# Papillome des plexus choroïdes
Les papillomes des plexus choroïdes sont des tumeurs cérébrales bénignes et rares,.
La caractéristique essentielle des papillomes choroïdiens est d'être localisés dans la cavité de l'un des ventricules du cerveau. Dès lors, en grossissant, et selon l'âge de survenue, ils sont soit associés à une dilatation ventriculaire chez l'enfant facteur d'hydrocéphalie, soit associés à une hypertension intracrânienne chez l'adolescent et l'adulte.
Ils surviennent plus souvent dans le quatrième ventricule chez l'adulte voire dans le troisième ventricule ou dans l’angle ponto-cérébelleux; et plutôt dans l'un des ventricules latéraux chez l'enfant, mais peuvent apparaître parfois dans le parenchyme cérébral.
Les papillomes des plexus choroïdes représentent 1 % de l'ensemble des tumeurs cérébrales mais il s’agit essentiellement d’une tumeur de l’enfant. Le développement des techniques d'explorations neuroradiologiques telles que le scanner et l'imagerie par résonance magnétique a considérablement simplifié et facilité le diagnostic. L’exérèse chirurgicale totale constitue le traitement préférentiel du papillome dont les meilleurs résultats sont obtenus chez les jeunes enfants pour lesquels la tumeur a pu être enlevée en totalité et dont le diagnostic a été précoce. 